# Cryptotis mayensis
Cryptotis mayensis är en däggdjursart som först beskrevs av Clinton Hart Merriam 1901.  Cryptotis mayensis ingår i släktet pygménäbbmöss, och familjen näbbmöss. IUCN kategoriserar arten globalt som livskraftig. Inga underarter finns listade i Catalogue of Life.
Arten förekommer på Yucatánhalvön i södra Mexiko. Den lever i låglandet och i kulliga områden upp till 100 meter över havet (sällan upp till 650 meter). Cryptotis mayensis vistas i olika slags skogar och buskskogar.